# Lijst van nummer 1-hits in de Nederlandse Single Top 100 in 1997
Deze hits stonden in 1997 op nummer 1 in de Mega Top 100, de voorloper van de huidige Nederlandse Single Top 100.
| Nummer | Datum        | Artiest                                 | Titel                                                              |
| ------ | ------------ | --------------------------------------- | ------------------------------------------------------------------ |
| 433    | 4 januari    | No Doubt                                | Don't Speak                                                        |
|        | 11 januari   | No Doubt                                | Don't Speak                                                        |
|        | 18 januari   | No Doubt                                | Don't Speak                                                        |
|        | 25 januari   | No Doubt                                | Don't Speak                                                        |
|        | 1 februari   | No Doubt                                | Don't Speak                                                        |
|        | 8 februari   | No Doubt                                | Don't Speak                                                        |
| 434    | 15 februari  | No Mercy                                | When I Die                                                         |
|        | 22 februari  | No Mercy                                | When I Die                                                         |
|        | 1 maart      | No Mercy                                | When I Die                                                         |
|        | 8 maart      | No Mercy                                | When I Die                                                         |
|        | 15 maart     | No Mercy                                | When I Die                                                         |
| 435    | 22 maart     | Frans Bauer & Marianne Weber            | De regenboog                                                       |
|        | 29 maart     | Frans Bauer & Marianne Weber            | De regenboog                                                       |
|        | 5 april      | Frans Bauer & Marianne Weber            | De regenboog                                                       |
|        | 12 april     | Frans Bauer & Marianne Weber            | De regenboog                                                       |
| 436    | 19 april     | Jantje Smit                             | Ik zing dit lied voor jou alleen                                   |
|        | 26 april     | Jantje Smit                             | Ik zing dit lied voor jou alleen                                   |
|        | 3 mei        | Jantje Smit                             | Ik zing dit lied voor jou alleen                                   |
|        | 10 mei       | Jantje Smit                             | Ik zing dit lied voor jou alleen                                   |
|        | 17 mei       | Jantje Smit                             | Ik zing dit lied voor jou alleen                                   |
| 437    | 24 mei       | Hans Kraay jr. & Supporters United      | Er zal d'r altijd eentje winnen                                    |
| 438    | 31 mei       | Hero                                    | Toen ik je zag                                                     |
|        | 7 juni       | Hero                                    | Toen ik je zag                                                     |
|        | 14 juni      | Hero                                    | Toen ik je zag                                                     |
|        | 21 juni      | Hero                                    | Toen ik je zag                                                     |
|        | 28 juni      | Hero                                    | Toen ik je zag                                                     |
| 439    | 5 juli       | Puff Daddy, Faith Evans & 112           | I'll Be Missing You                                                |
|        | 12 juli      | Puff Daddy, Faith Evans & 112           | I'll Be Missing You                                                |
|        | 19 juli      | Puff Daddy, Faith Evans & 112           | I'll Be Missing You                                                |
|        | 26 juli      | Puff Daddy, Faith Evans & 112           | I'll Be Missing You                                                |
|        | 2 augustus   | Puff Daddy, Faith Evans & 112           | I'll Be Missing You                                                |
|        | 9 augustus   | Puff Daddy, Faith Evans & 112           | I'll Be Missing You                                                |
|        | 16 augustus  | Puff Daddy, Faith Evans & 112           | I'll Be Missing You                                                |
|        | 23 augustus  | Puff Daddy, Faith Evans & 112           | I'll Be Missing You                                                |
|        | 30 augustus  | Puff Daddy, Faith Evans & 112           | I'll Be Missing You                                                |
| 440    | 6 september  | The Notorious B.I.G., Puff Daddy & Ma$e | Mo Money Mo Problems                                               |
|        | 13 september | The Notorious B.I.G., Puff Daddy & Ma$e | Mo Money Mo Problems                                               |
| 441    | 20 september | Elton John                              | Something About the Way You Look Tonight / Candle in the Wind 1997 |
|        | 27 september | Elton John                              | Something About the Way You Look Tonight / Candle in the Wind 1997 |
|        | 4 oktober    | Elton John                              | Something About the Way You Look Tonight / Candle in the Wind 1997 |
|        | 11 oktober   | Elton John                              | Something About the Way You Look Tonight / Candle in the Wind 1997 |
|        | 18 oktober   | Elton John                              | Something About the Way You Look Tonight / Candle in the Wind 1997 |
|        | 25 oktober   | Elton John                              | Something About the Way You Look Tonight / Candle in the Wind 1997 |
|        | 1 november   | Elton John                              | Something About the Way You Look Tonight / Candle in the Wind 1997 |
| 442    | 8 november   | Wes                                     | Alane                                                              |
|        | 15 november  | Wes                                     | Alane                                                              |
|        | 22 november  | Wes                                     | Alane                                                              |
|        | 29 november  | Wes                                     | Alane                                                              |
|        | 6 december   | Wes                                     | Alane                                                              |
|        | 13 december  | Wes                                     | Alane                                                              |
|        | 20 december  | Wes                                     | Alane                                                              |
|        | 27 december  | Geen Mega Top 100 verschenen            | Geen Mega Top 100 verschenen                                       |